# Barouéli
Barouéli è un comune rurale del Mali, capoluogo del circondario omonimo, nella regione di Ségou.